# John Barnes
John Charles Bryan Barnes MBE (Kingston, 7 de novembro de 1963) é um ex-treinador e ex-futebolista inglês de origem jamaicana que atuava como ponta-esquerda. Com passagens por clubes como Watford e Liverpool, também defendeu a Seleção Inglesa entre 1983 e 1995.

## Carreira como jogador

### Despontando no Watford
Mudou-se cedo para a Inglaterra, em 1976. Seu debute profissional ocorreu em 1981, quando ainda tinha 17 anos, no Watford, então na segunda divisão. Já na primeira temporada no clube, Barnes participou da ascensão da equipe à divisão de elite do Campeonato Inglês. A ascensão da equipe culminou no direito de disputar a Copa da UEFA na temporada de 1983.

### Na Seleção Inglesa, racismo
O técnico da Seleção Inglesa, Bobby Robson, deu a primeira chance à Barnes no English Team, no Campeonato Britânico entre as nações do Reino Unido em 1983. No empate em 0–0 contra a Irlanda do Norte, em Belfast, Barnes entrou como substituto de seu colega de Watford, o também jamaicano de nascença Luther Blissett.
Um de seus maiores momentos com a camisa do English Team viria no ano seguinte, em 1984, quando driblou toda a defesa brasileira no jogo contra o Brasil, no Maracanã, na vitória inglesa por 2–0 — isso, entretanto, não foi suficiente para acalmar torcedores racistas, que atormentariam o jogador por toda a carreira; chegaram a dizer que a Inglaterra venceu apenas por 1–0 porque seu gol "não contou". Barnes foi um dos primeiros negros a atuar pela Seleção, algo posteriormente comum.
Barnes, chamado à Copa do Mundo de 1986, no México, só foi utilizado por Robson nos 15 minutos finais contra a Argentina. Tempo suficiente para infernizar a defesa adversária e cruzar para Gary Lineker cabecear e diminuir a contagem para 2–1. Nos últimos lances do jogo, a jogada se repetiu: Barnes cruzou e Lineker subiu para cabecear, mas desta vez o artilheiro do mundial acabou não alcançando a bola. Pelo seu bom desempenho no tempo reduzido lhe dado no mundial, foi poupado das críticas após a eliminação inglesa. Doze anos antes da Seleção Jamaicana ir a uma Copa do Mundo FIFA, a de 1998, Barnes já se tornava o primeiro jamaicano num mundial.

### Auge no Liverpool
Em 1987, por 900 mil libras, deixou o Watford para brilhar no Liverpool, já sem a sua geração de ouro do meio dos anos 70 e início dos 80. Mesmo assim, Barnes formou com o anglo-irlandês John Aldridge e o galês Ian Rush uma das melhores linhas de ataque do clube. Logo em sua primeira temporada nos Reds, ajudou o clube a conquistar seu 17º título inglês, com a equipe ficando invicta nas 29 primeiras rodadas.
Novo título inglês veio em 1990. Barnes foi para sua segunda Copa do Mundo com a Inglaterra embalada pelo single World in Motion, do New Order, em que ele canta um rap em uma parte da canção. A música, considerada uma das melhores feitas sobre futebol, havia chegado ao primeiro lugar das paradas britânicas, mas a Inglaterra parou nas semifinais, eliminada nos pênaltis pela rival Alemanha Ocidental, futura campeã.

### Últimos anos
Barnes continuou no Liverpool e na seleção, mas um tempo de vacas magras iniciara-se. Pela Inglaterra, sua última partida foi contra a Colômbia, no jogo em que o goleiro colombiano René Higuita realizou sua famosa "defesa escorpião". Saiu do Liverpool em 1997, após a perda da FA Cup para o arquirrival Manchester United.
Foi para o Newcastle United no mesmo ano de 1997, mas novamente a perda de uma final de FA Cup o fez sair do clube no ano seguinte. Barnes assinou com o Charlton Athletic, recém promovido para a Premier League. O clube, entretanto, voltaria novamente à divisão inferior ao final da temporada, e Barnes resolveu encerrar a carreira 20 dias após a última de suas 754 partidas.

## Carreira como treinador
Logo depois, ele foi surpreendentemente contratado pelo Celtic para ser técnico da equipe (havia sido inscrito também como jogador, mas não chegou a entrar em campo). Caiu após perder a Copa da Escócia para o modesto Inverness Caledonian Thistle pouco antes do final da temporada.
Em 2008, oito anos após sua única experiência como treinador, foi contratado pela Federação Jamaicana para comandar seu país natal no restante das Eliminatórias da CONCACAF para a Copa do Mundo de 2010. Sucedeu o brasileiro René Simões (que levara a Jamaica para a Copa de 1998), mas a classificação não veio, e Barnes deixou o comando técnico dos Reggae Boys.
Voltou aos arredores de Liverpool pouco depois, como técnico do Tranmere Rovers, onde ficou apenas quatro meses.

## Títulos

### Como jogador
Liverpool
- Football League First Division: 1987–88 e 1989–90
- Supercopa da Inglaterra: 1988, 1989 e 1990
- Copa da Inglaterra: 1988–89 e 1991–92
- Copa da Liga Inglesa: 1994–95

### Como treinador
Jamaica
- Copa do Caribe: 2008

### Prêmios individuais
- Futebolista Inglês do Ano da PFA: 1987–88
- Futebolista Inglês do Ano pela FWA: 1987–88 e 1989–90
- Equipe do Ano PFA da Football League First Division: 1987–88, 1989–90 e 1990–91
- Equipe do Século PFA (1977–1996): 2007

### Honrarias
- Ordem do Império Britânico: 1998